# 松田知己 (子役)
松田 知己（まつだ ともき、2006年8月2日 - ）は、日本の子役。ワイケーエージェント所属。

## 出演作品

### テレビドラマ
- ドン★キホーテ（2011年、日本テレビ） - 西岡佑磨 役
- 秘密諜報員エリカ（2011年、日本テレビ） - 太一 役
- 最後から二番目の恋（2012年、フジテレビ）
- 土曜ワイド劇場 デパート仕掛け人!天王寺珠美の殺人推理（2012年、テレビ朝日）
- 東京全力少女（2012年、日本テレビ） - 奥野涼太 役
- サキ（2013年、フジテレビ） - 遠藤広太 役
- 世にも奇妙な物語 2013年 春の特別編（2013年、フジテレビ）
- 孤独のグルメ Season4 第3話 （2014年7月23日、テレビ東京）  - 家族客・子ども 役
- 途中下車（2014年、NHK）
- 禁断のホラーミステリー 怪異TV（2015年、NHK BSプレミアム） - 水上明 役
- anone（2018年） ‐ 紙野光

### テレビ番組
- 雨上がり決死隊のトーク番組アメトーーク!（テレビ朝日）
- おはよう日曜診療所（BS日テレ） - 祐樹 役
- 金曜日のキセキ（フジテレビ）
- 心ゆさぶれ!先輩ROCK YOU（日本テレビ）
- こど〜MO!（TOKYO MX）
- ザ!世界仰天ニュース（日本テレビ）
- たけしのニッポンのミカタ!（テレビ東京）
- ネプリーグ（フジテレビ）

### VP
- ベネッセコーポレーション こどもちゃれんじ（2010年 - 2014年）

### スチール
- セキスイハイム
- ベネッセコーポレーション こどもちゃれんじ（2010年 - 2011年）